# المشروعات ذات الأولوية الوطنية

الشعار الرسمي للمشاريع الوطنية بروسيا

المشاريع ذات الأولوية الوطنية لروسيا (بالروسية: Приоритетные национальные проекты России) كانت برنامجًا للحكومة الروسية وضعه الرئيس الروسي فلاديمير بوتين في خطابه في 5 سبتمبر 2005.
كان البرنامج يهدف إلى تطوير الرعاية الاجتماعية في روسيا عن طريق التمويل الإضافي من قبل الدولة لأربعة مشاريع مختارة تركز على الصحة العامة والتعليم والإسكان والزراعة. أشرف على البرنامج مجلس تنفيذ المشاريع الوطنية ذات الأولوية الملحق برئيس الاتحاد الروسي، والذي تم إنشاؤه بموجب مرسوم رئاسي في 21 أكتوبر 2005. وترأس المجلس الرئيس نفسه، النائب الأول لرئيس الوزراء دميتري ميدفيديف تم تعيينه نائبا أول لرئيس المجلس ورئيسا لهيئة رئاسته، وأصبح نائب رئيس الوزراء ألكسندر جوكوف وإيجور شوفالوف، مساعد الرئيس، نائبين لرئيس المجلس.
ربما كان التغيير الأكثر بروزًا ضمن أطر المشاريع ذات الأولوية الوطنية هو الزيادة الشاملة في الأجور في عام 2006 في الرعاية الصحية والتعليم، فضلاً عن قرار تحديث المعدات في كلا القطاعين في عامي 2006 و 2007.